# 顶果树
顶果树（学名：Acrocarpus fraxinifolius）为豆科顶果树属下的一个种。

## Medias

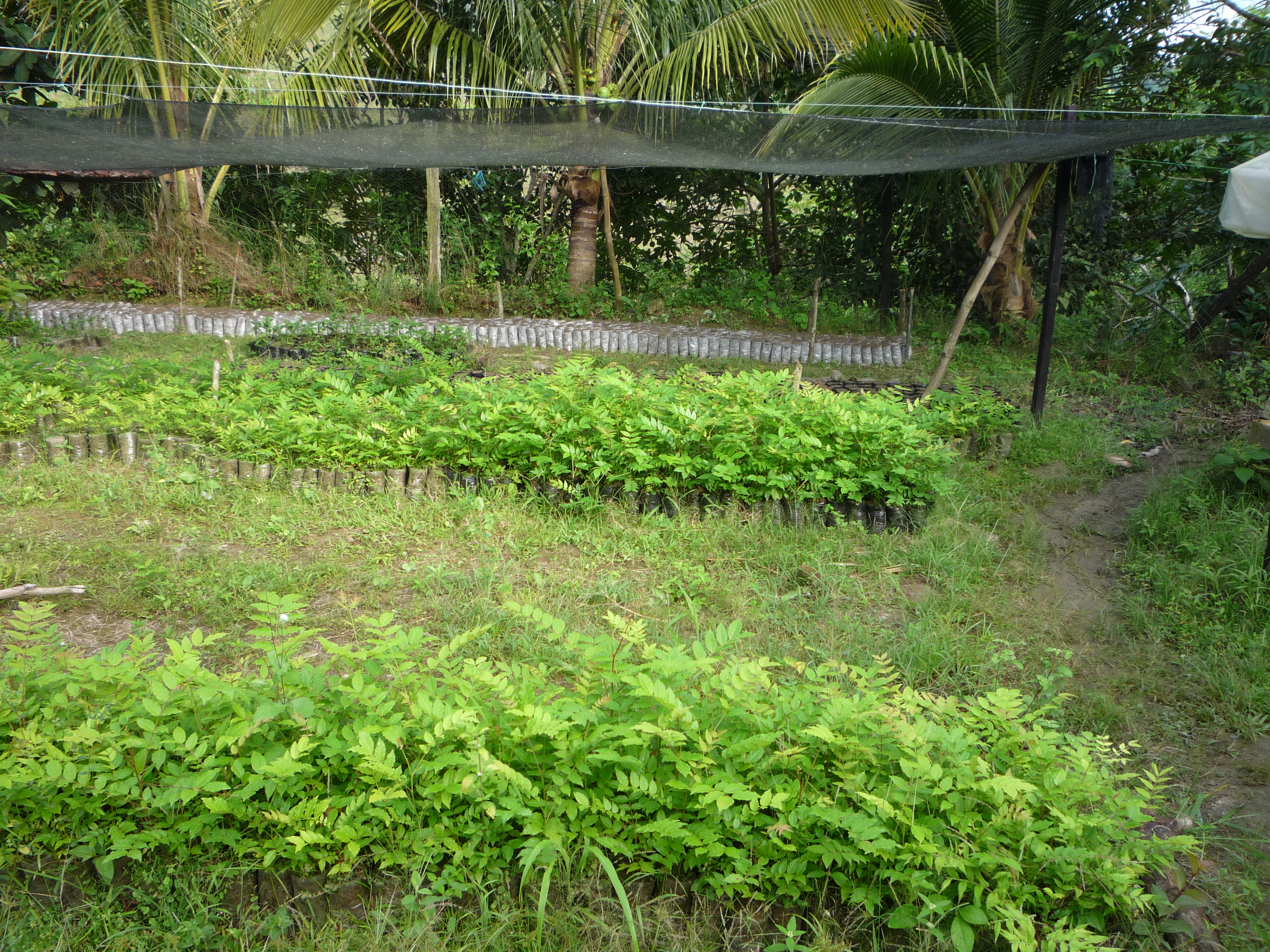
Seedling
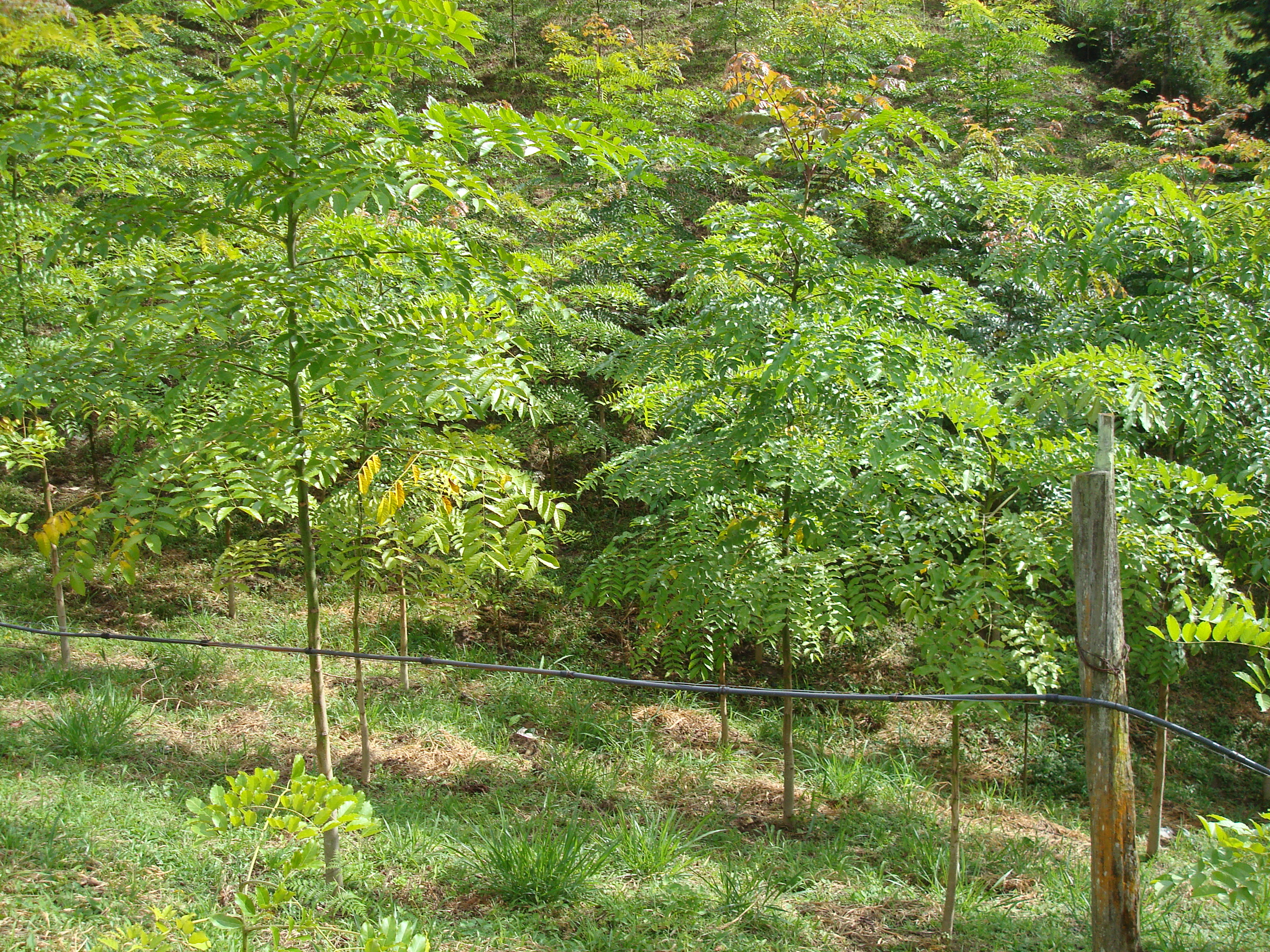
Young trees
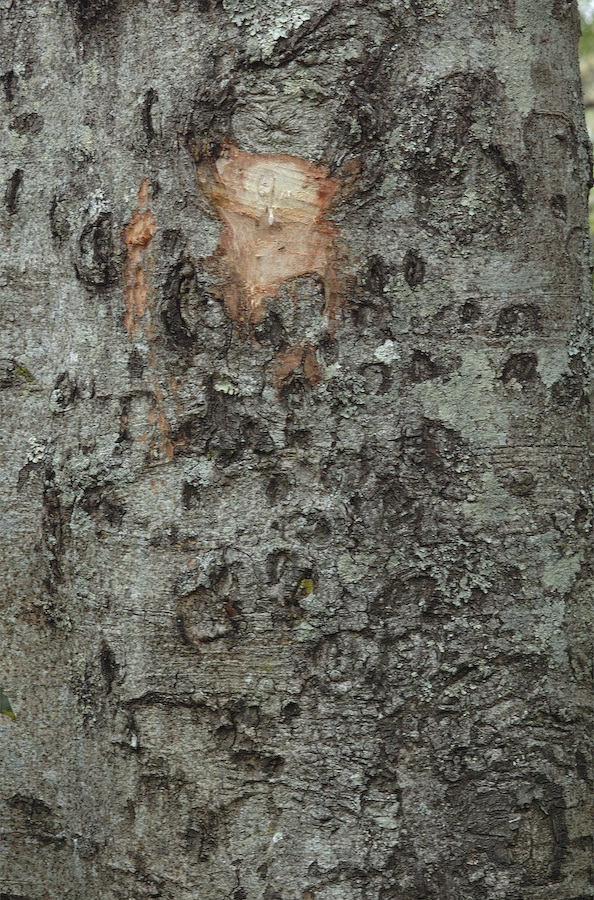
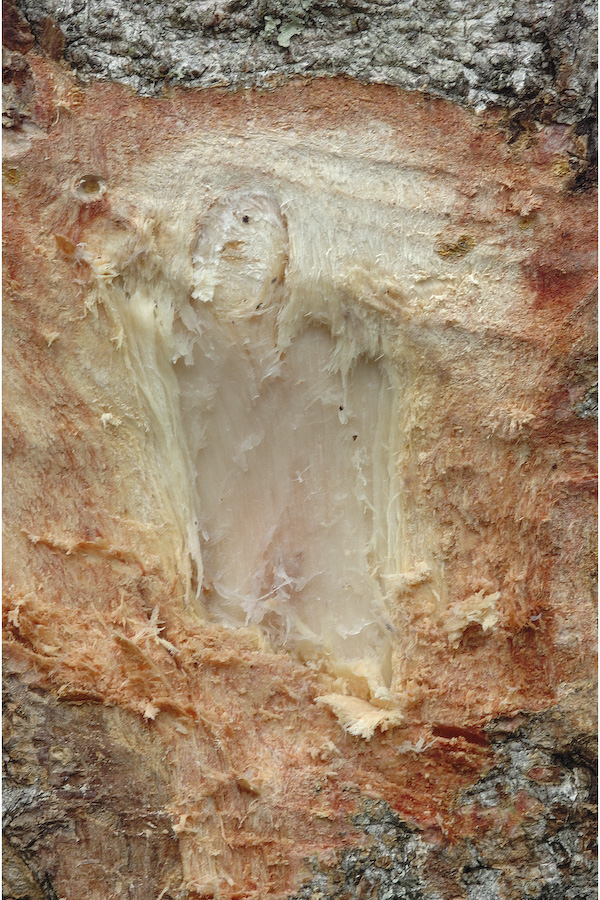
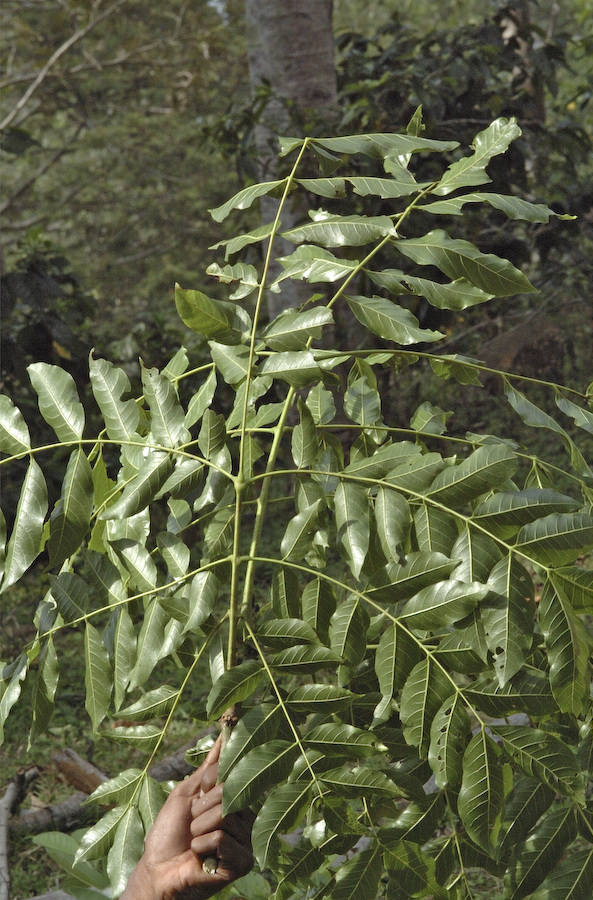
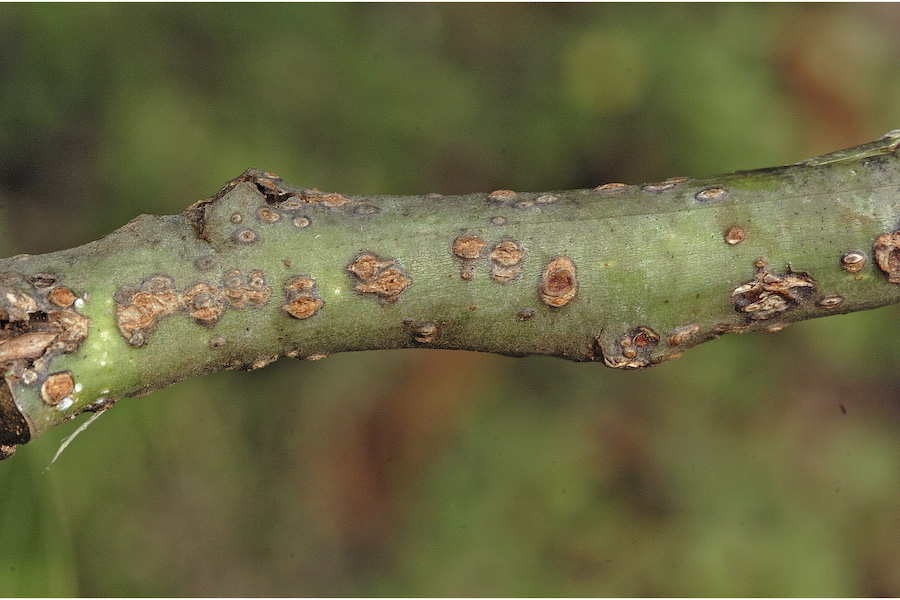
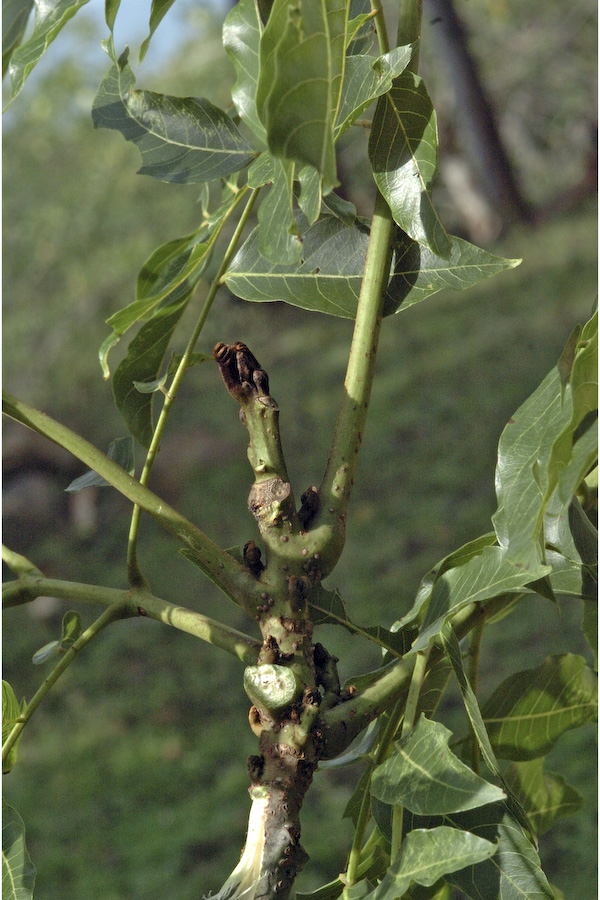
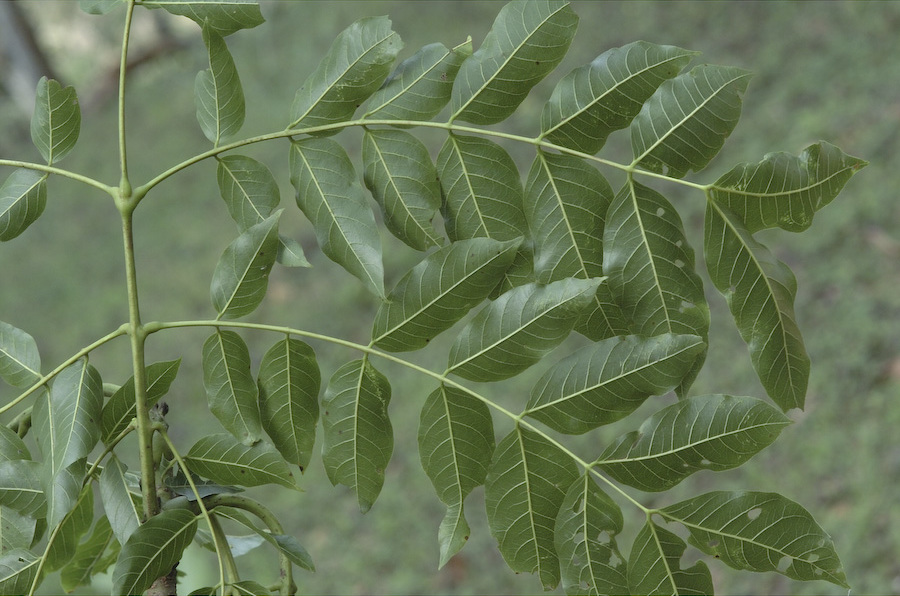
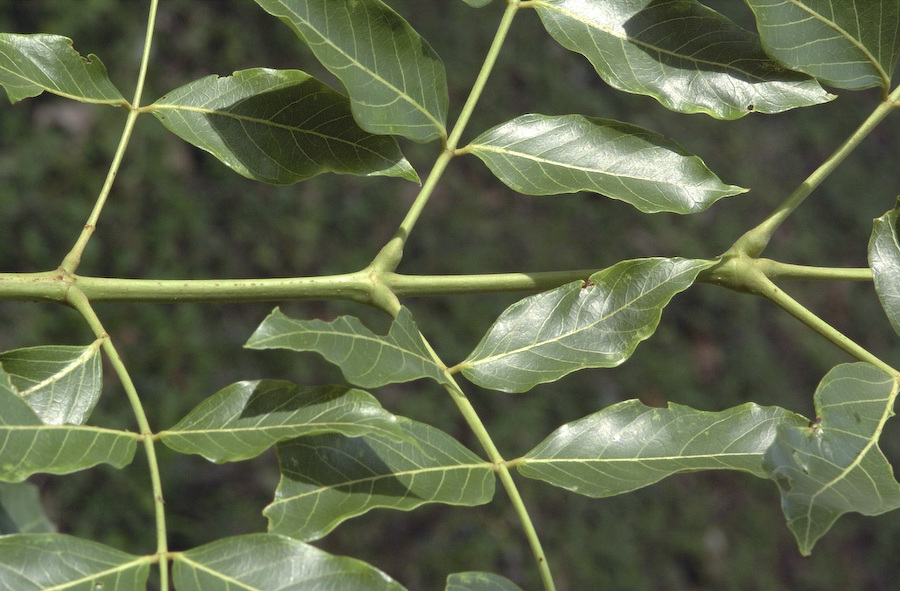
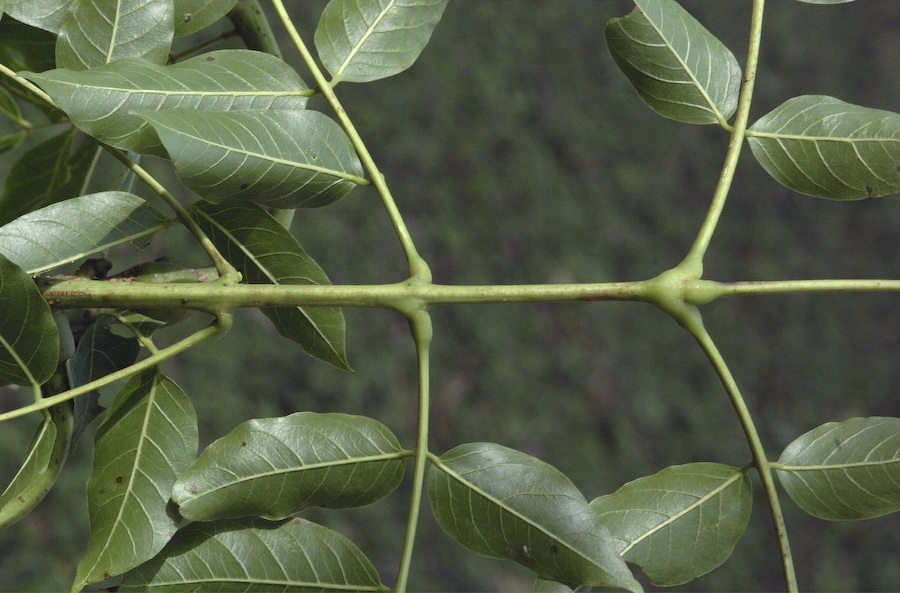
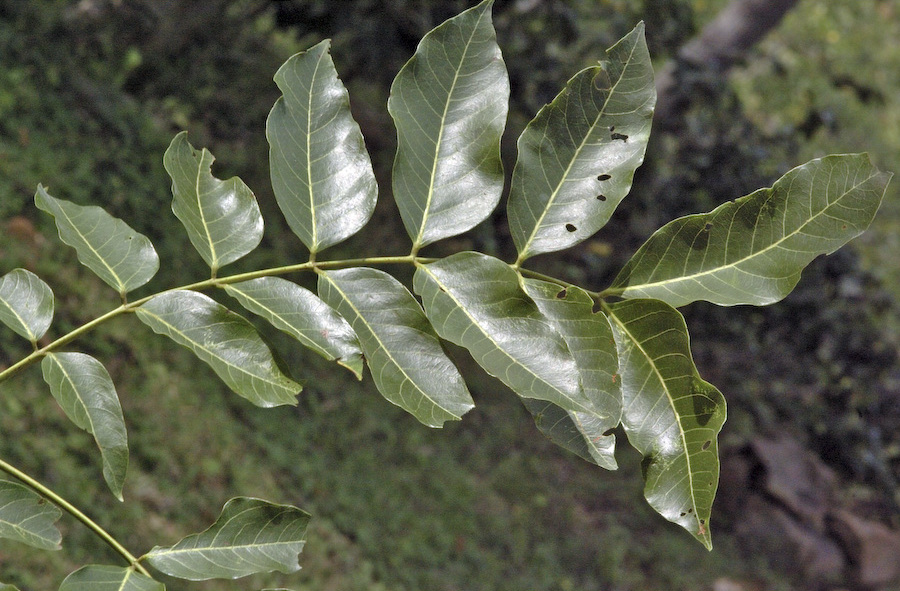
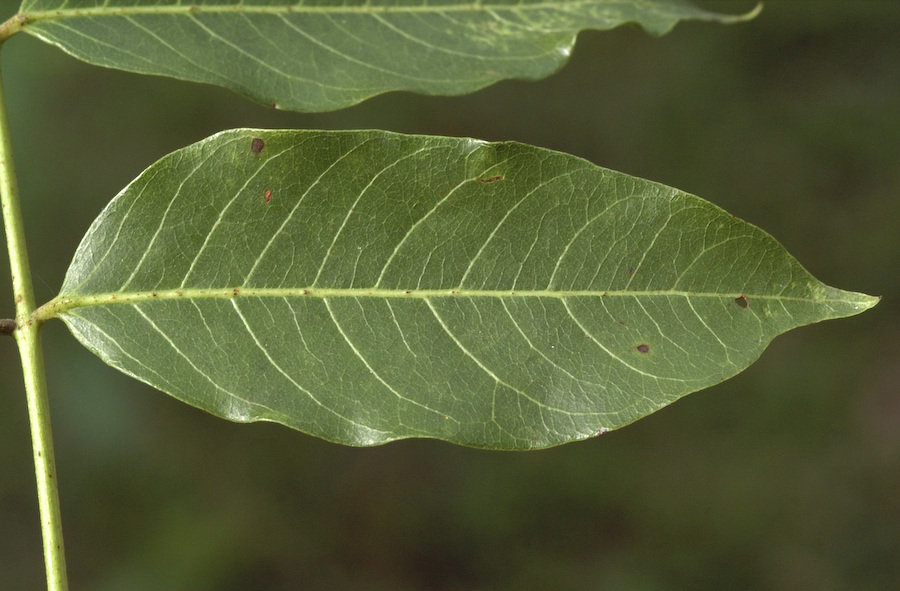
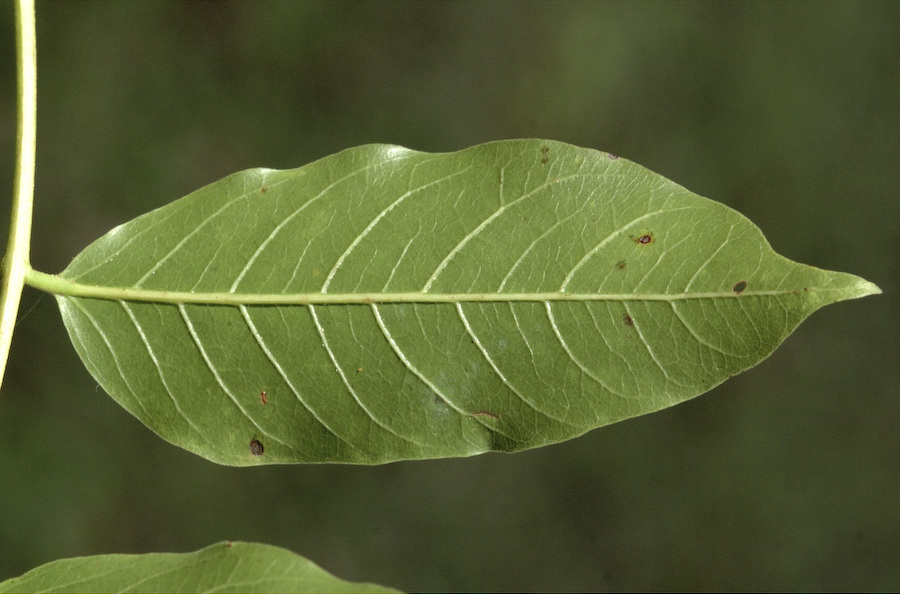
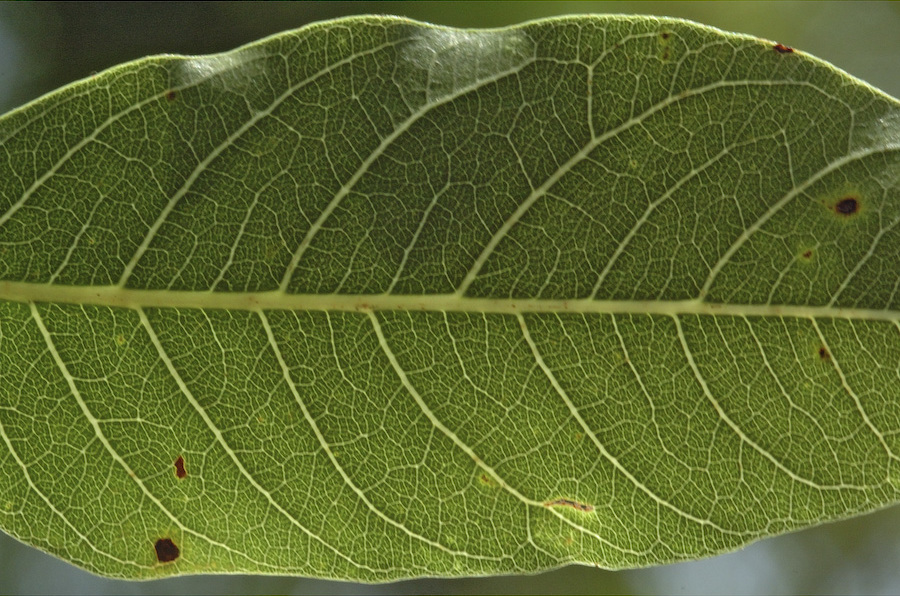

## 扩展阅读
維基物種上的相關：顶果树